# Linden (Tennessee)
Linden és una població dels Estats Units a l'estat de Tennessee. Segons el cens del 2000 tenia 1.015 habitants.

## Demografia
Segons el cens del 2000, Linden tenia 1.015 habitants, 400 habitatges, i 233 famílies. La densitat de població era de 399,9 habitants/km².
Dels 400 habitatges en un 26,3% hi vivien nens de menys de 18 anys, en un 44% hi vivien parelles casades, en un 12,3% dones solteres, i en un 41,8% no eren unitats familiars. En el 37,5% dels habitatges hi vivien persones soles el 24% de les quals corresponia a persones de 65 anys o més que vivien soles. El nombre mitjà de persones vivint en cada habitatge era de 2,25 i el nombre mitjà de persones que vivien en cada família era de 2,97.
Per edats la població es repartia de la següent manera: un 22,6% tenia menys de 18 anys, un 6,6% entre 18 i 24, un 21,3% entre 25 i 44, un 19,6% de 45 a 60 i un 30% 65 anys o més.
L'edat mediana era de 45 anys. Per cada 100 dones de 18 o més anys hi havia 69,8 homes.
La renda mediana per habitatge era de 25.134 $ i la renda mediana per família de 31.000 $. Els homes tenien una renda mediana de 24.500 $ mentre que les dones 21.063 $. La renda per capita de la població era de 19.410 $. Entorn del 16,8% de les famílies i el 23,9% de la població estaven per davall del llindar de pobresa.

## Poblacions més properes
El següent diagrama mostra les poblacions més properes.